# Termosfär
Termosfären är ett lager i jordatmosfären direkt ovanför mesosfären och direkt nedanför exosfären. I detta område ger solens ultravioletta strålning upphov till jonisering. (se även: jonosfären)
Termosfären, vars namn kommer från grekiskans thermos som betyder värme, börjar ungefär 85 km ovanför jordytan. På så höga höjder sorterar sig de ingående gaserna i lager efter deras molekylmassa. Termosfärens temperatur ökar med höjden på grund av absorptionen av den högenergetiska solstrålningen av den lilla mängden syre som finns kvar. Temperaturen är beroende på solens aktivitet och kan bli så hög som 2000° C. Strålningen gör att luftpartiklarna i denna del av atmosfären blir elektriskt laddade, vilket gör att radiovågor studsar och kan tas emot bortom horisonten.
Exosfären tar vid mellan 500 och 1000 kilometers höjd och där börjar atmosfären att tunnas ut för att övergå i rymden.